# It's All Around You
It's All Around You es el quinto álbum de estudio del grupo musical post-rock estadounidense Tortoise, publicado en el 2004. 

## Listado de Canciones
1. It's All Around You – 4:09
2. The Lithium Stiffs – 3:59
3. Crest – 4:21
4. Stretch (You Are All Right) – 5:14
5. Unknown – 5:38
6. Dot/Eyes – 3:46
7. On the Chin – 5:21
8. By Dawn – 1:51
9. Five Too Many – 4:33
10. Salt the Skies – 4:45